# زیردریایی یو-۶۶۲
زیردریایی یو-۶۶۲ (به انگلیسی: German submarine U-662) یک زیردریایی است که طول آن ۶۷٫۱ متر (۲۲۰ فوت ۲ اینچ) می‌باشد. این زیردریایی در سال ۱۹۴۲ ساخته شد.